# 4ª Mostra internazionale d'arte cinematografica di Venezia
La 4ª edizione della Mostra Internazionale d'Arte Cinematografica di Venezia (denominata 4ª Mostra Internazionale d'Arte Cinematografica - Biennale di Venezia) si svolse a Venezia dal 10 al 31 agosto del 1936; diretta da Ottavio Croze, ne venne cambiata la denominazione in Mostra internazionale d'arte cinematografica, e, per la prima volta, fu insediata una giuria internazionale. Presero parte registi importanti come Max Ophüls, René Clair, Frank Capra, John Ford, Josef von Sternberg e Marcel L'Herbier; fra i divi presenti grande popolarità ebbe Amedeo Nazzari. Tra i film in concorso, ve ne fu anche uno dei primi esperimenti a colori (girato in Technicolor in tricromia): Il sentiero del pino solitario di Henry Hathaway.

## Giuria internazionale
- Giuseppe Volpi (Italia) (presidente)
- Neville Keaney (Gran Bretagna)
- Oswald Lehnich (Germania)
- Ryszard Ordyński (Polonia)
- Luis Villani (Ungheria)
- Emile Vuillermoz (Francia)
- Luigi Freddi (Italia)
- Mario Gromo (Italia)
- Antonio Maraini (Italia)
- Giacomo Paulucci di Calboli (Italia)
- Filippo Sacchi (Italia)
- Ottavio Croze (Italia)
- Karl Melzer (Germania)

## Film in concorso

### Austria
- Singende Jugend, regia di Max Neufeld
- La doppia vita di Elena Gall (Schatten der Vergangenheit), regia di Werner Hochbaum
- Catene d'amore (Manja Valewska), regia di Josef Rovenský
- Al sole (Opernring), regia di Carmine Gallone
- Silhouetten, regia di Walter Reisch e Lotte Reiniger

### Belgio
- Les Carillons, regia di Henri Storck (cortometraggio)
- L'Île de Pâques, regia di John Fernhout (cortometraggio)

### Cecoslovacchia
- Marysa (Maryša), regia di Josef Rovenský
- Janosik il bandito (Jánošík), regia di Martin Frič
- Groteský (cortometraggio)
- Pražský hrad, regia di Alexander Hammid (cortometraggio)

### Egitto
- Widád, regia di Fritz Kramp

### Francia
- Mayerling, regia di Anatole Litvak
- Il romanzo di un baro (Le Roman d'un tricheur), regia di Sacha Guitry
- Il richiamo del silenzio (L'Appel du silence), regia di Léon Poirier
- Una donna ardita (Anne-Marie), regia di Raymond Bernard
- La kermesse eroica (La Kermesse héroïque), regia di Jacques Feyder
- La nostra compagna (La Tendre Ennemie), regia di Max Ophüls
- Vigilia d'armi (Veille d'armes), regia di Marcel L'Herbier
- Children's Corner, regia di Marcel L'Herbier e Emile Vuillermoz (cortometraggio)
- Discobole, regia di Etienne Lallier (cortometraggio)
- Jeune fille au jardin, regia di Dimitri Kirsanoff (cortometraggio)
- Voyage dans le ciel, regia di Jean Painlevé (cortometraggio)

### Germania
- La nona sinfonia (Schlußakkord), regia di Douglas Sirk
- Ave Maria, regia di Johannes Riemann
- Artigli nell'ombra (Verräter), regia di Karl Ritter
- Der Bettelstudent, regia di Georg Jacoby
- I vinti (Traumulus), regia di Carl Froelich
- L'imperatore della California (Der Kaiser von Kalifornien), regia di Luis Trenker
- Das Paradies der Pferde, regia di Wilhelm Prager (cortometraggio)
- Die kamerafahrt mit... (cortometraggio)
- Ein meer versinkt (cortometraggio)
- Fische unserer Heimat (cortometraggio)
- Handwer im Dorf (cortometraggio)
- Jugend der Welt (cortometraggio)
- Metall des Himmels, regia di Walter Ruttmann (cortometraggio)
- Olimpiadi di Berlino (cortometraggio)

### Gran Bretagna
- Il fantasma galante (The Ghost Goes West), regia di René Clair
- L'amato vagabondo (The Beloved Vagabond), regia di Curtis Bernhardt
- Destino di sangue (Tudor Rose), regia di Robert Stevenson
- L'uomo dei miracoli (The Man Who Could Work Miracles), regia di Lothar Mendes
- La sinfonia dei briganti (The Robber Symphony), regia di Friedrich Fehér
- Una donna sola (A Woman Alone), regia di Eugene Frenke
- The Cardinal, regia di Sinclair Hill
- Mozart (Whom the Gods Love), regia di Basil Dean
- Scrooge, regia di Henry Edwards
- Night Mail, regia di Basil Wright e Harry Watt (cortometraggio)
- Rainbow Dance, regia di Len Lye (cortometraggio)
- Medieval Village, regia di J.B. Holmes (cortometraggio)
- The Beautiful Creole, regia di John Grierson (cortometraggio)

- The Great Crusade, regia di Freddie Watts (cortometraggio)
- The London Visitors (cortometraggio)
- The Mine, regia di J.B. Holmes (cortometraggio)

### India
- Amar Jyoti, regia di Rajaram Vankudre Shantaram

### Italia
- Ballerine, regia di Gustav Machatý
- Lo squadrone bianco, regia di Augusto Genina
- Cavalleria, regia di Goffredo Alessandrini
- La damigella di Bard, regia di Mario Mattoli
- Tredici uomini e un cannone, regia di Giovacchino Forzano
- Il cammino degli eroi, regia di Corrado D'Errico
- Pompei, regia di Giorgio Ferroni (cortometraggio)
- Preludio a Scipione, regia di Carmine Gallone (cortometraggio)
- Uno sguardo al fondo marino, regia di Roberto Omegna (cortometraggio)

### Paesi Bassi
- Jonge harten, regia di Charles Huguenot van der Linden e Heinz Josephson
- Rubber, regia di Johan De Meester e Gerard Rutten
- Clear lender (cortometraggio)
- Den Haag (cortometraggio)
- Notturno di Chopin, regia di Jakob Buchenbacher (cortometraggio)

### Polonia
- Polesie, regia di Maksymilian Emmer e Jerzy Maliniak (cortometraggio)
- Huragan (cortometraggio)

### Spagna
- Morena Clara, regia di Florián Rey

### Stati Uniti d'America
- Desiderio di re (The King Steps Out), regia di Josef von Sternberg
- La vita del dottor Pasteur (The Story of Louis Pasteur), regia di William Dieterle
- Il sentiero del pino solitario (The Trail of the Lonesome Pine), regia di Henry Hathaway
- La canzone di Magnolia (Show Boat), regia di James Whale
- Il paradiso delle fanciulle (The Great Ziegfeld), regia di Robert Z. Leonard
- È arrivata la felicità (Mr. Deeds Goes to Town), regia di Frank Capra
- Maria di Scozia (Mary of Scotland), regia di John Ford
- San Francisco, regia di W. S. Van Dyke
- L'angelo bianco (The White Angel), regia di William Dieterle
- Dancing on the Moon, regia di Dave Fleischer (cortometraggio)
- The Immortal Swan, regia di Edward Nakhimoff (cortometraggio)
- Metropolitan Nocturne, regia di Leigh Jason (cortometraggio)
- Newsreels Fox Movietone (cortometraggio)
- Pattinaggio (On Ice), regia di Ben Sharpsteen (cortometraggio)
- Stereoscopics (cortometraggio)
- The Kids in the Shoe, regia di Dave Fleischer (cortometraggio)
- The Plow That Broke the Plains, regia di Pare Lorentz (cortometraggio)
- I tre gatti orfanelli (Three Orphan Kittens), regia di David Dodd Hand (cortometraggio)
- Time for Love, regia di Dave Fleischer (cortometraggio)
- Chi ha ucciso Robin? (Who Killed Cock Robin?), regia di David Dodd Hand (cortometraggio)

### Svizzera
- Symphonie de l'eau (cortometraggio)

### Ungheria
- Il nuovo padrone (Az új földesúr), regia di Béla Gaál
- C'ero anch'io! (Én voltam), regia di Arthur Bárdos
- L'allodola (Pacsirta), regia di Karel Lamač
- Budapest, città dei bagni (Budapest fürdőváros), regia di Földényi László (cortometraggio)

## Premi

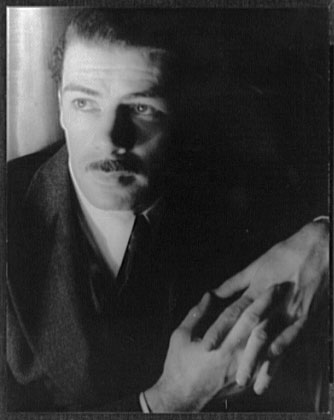
Paul Muni, Coppa Volpi 1936

- Coppa Mussolini per il miglior film straniero: L'imperatore della California (Der Kaiser von Kalifornien) di Luis Trenker
- Coppa Mussolini per il miglior film italiano: Lo squadrone bianco di Augusto Genina
- Coppa per la migliore regia: Jacques Feyder per La kermesse eroica (La Kermesse héroïque)
- Coppa Volpi per la migliore interpretazione maschile: Paul Muni per La vita del dottor Pasteur (The Story of Louis Pasteur)
- Coppa Volpi per la migliore interpretazione femminile: Annabella per Vigilia d'armi (Veille d'armes)
- Coppa per il miglior film politico-sociale: Il cammino degli eroi di Corrado D'Errico
- Coppa per la migliore fotografia: Mutz Greenbaum per Destino di sangue (Tudor Rose)
- Coppa per il miglior film scientifico: Uno sguardo al fondo marino di Roberto Omegna
- Coppa dell'Ispettorato Generale dello Spettacolo per il miglior film musicale : La nona sinfonia di Detlef Sierck (Douglas Sirk)
- Medaglia di segnalazione: The Mine di J.B. Holmes
- Medaglia di segnalazione speciale: Pompei di Giorgio Ferroni, Polesie di Maksymilian Emmer e Jerzy Maliniak, Symphonie de l'eau, Budapest, città dei bagni, Maria di Scozia (Mary of Scotland) di John Ford, È arrivata la felicità (Mr. Deeds Goes to Town) di Frank Capra, Metropolitan Nocturne di Leigh Jason, Ave Maria di Johannes Riemann, Children's Corner di Marcel L'Herbier e Emile Vuillermoz, Artigli nell'ombra (Verräter) di Karl Ritter, Ein meer versinkt, La sinfonia dei briganti (The Robber Symphony) di Friedrich Fehér
- Medaglia di segnalazione speciale per il colore: Il sentiero del pino solitario (The Trail of the Lonesome Pine) di Henry Hathaway
- Medaglia di segnalazione speciale per il complesso della produzione a disegni animati: Chi ha ucciso Robin? (Who Killed Cock Robin?) di David Dodd Hand